# Square Samuel-Paty
Pour les articles homonymes, voir Rue Samuel-Paty.
Le square Samuel-Paty est l'espace vert central de la place Paul-Painlevé. Il se situe dans le 5e arrondissement de Paris, face à la Sorbonne. Auparavant connu comme square de la Sorbonne, puis square de la place Paul-Painlevé, il est renommé en 2021 par décision du Conseil de Paris.

## Situation et accès
Le square Samuel-Paty est accessible par le 2, place Paul-Painlevé.
Il est localisé entre la rue des Écoles où se trouve la Sorbonne, la rue de Cluny et la rue Du Sommerard où est située l'entrée du musée national du Moyen Âge dans l'hôtel de Cluny. Les Éditions Ivrea ont leur siège au no 1 de la place Paul-Painlevé.
Il est desservi par la ligne 10 à la station Cluny - La Sorbonne.

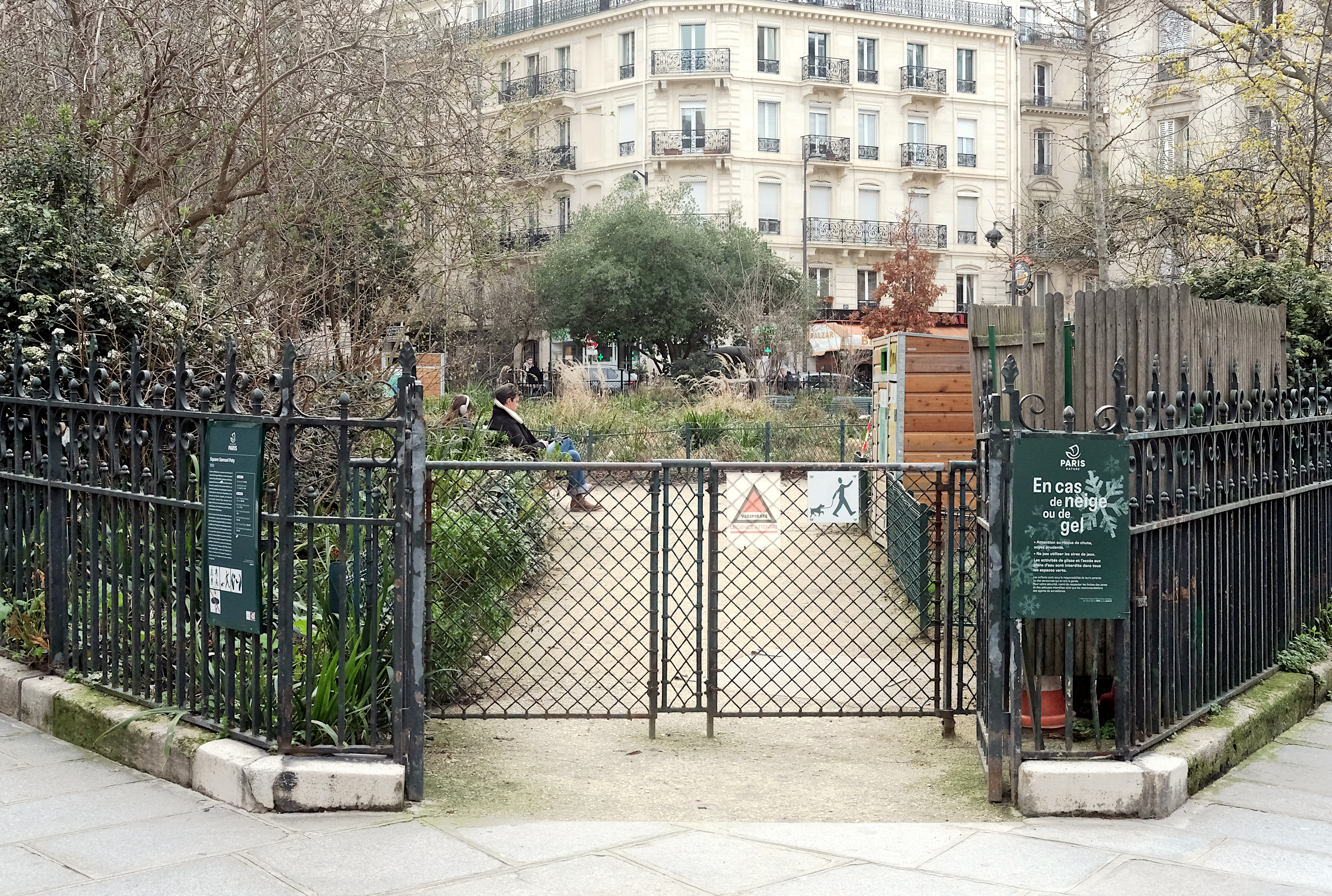
Une entrée du square.
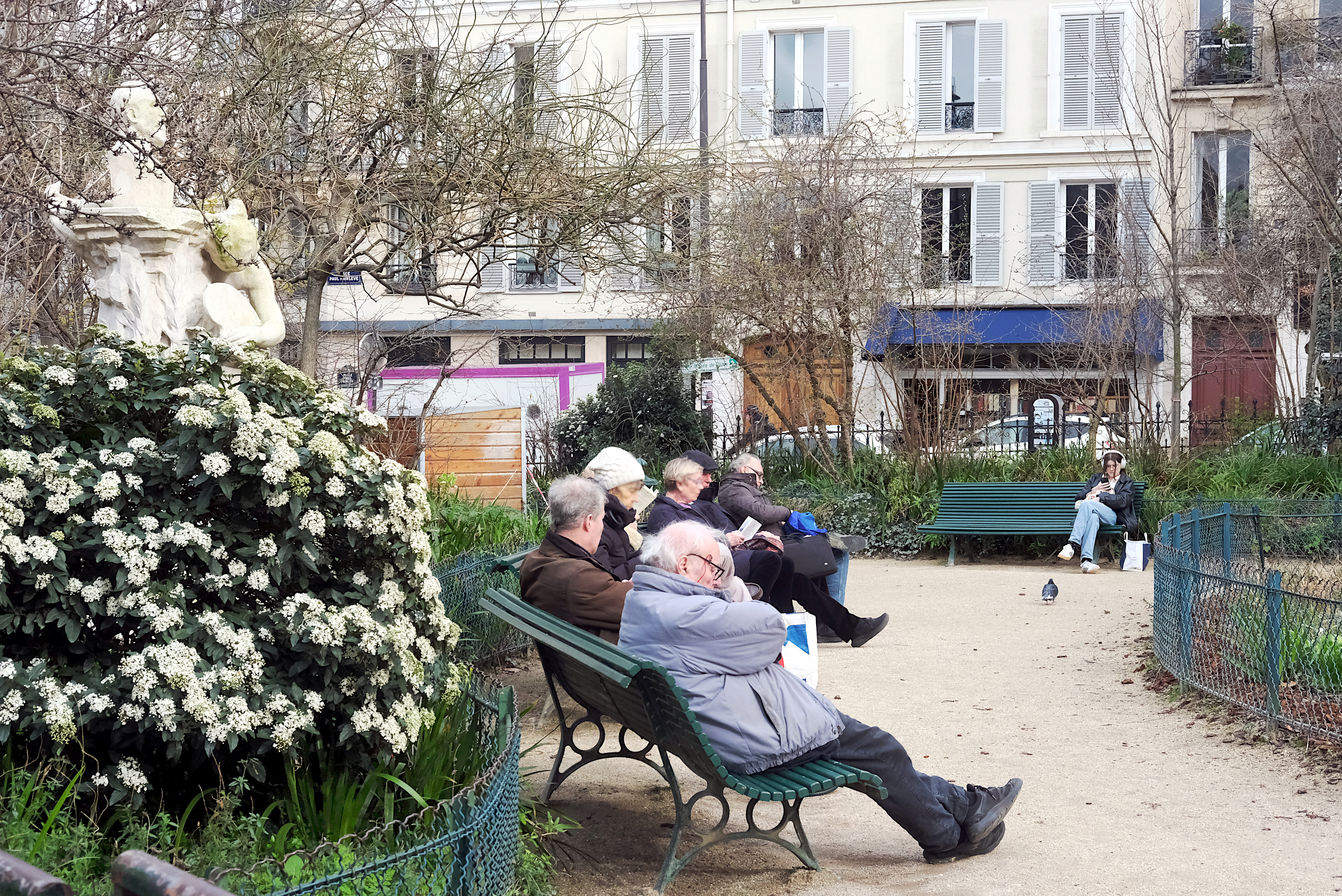
Un lieu très paisible.

## Nom du square

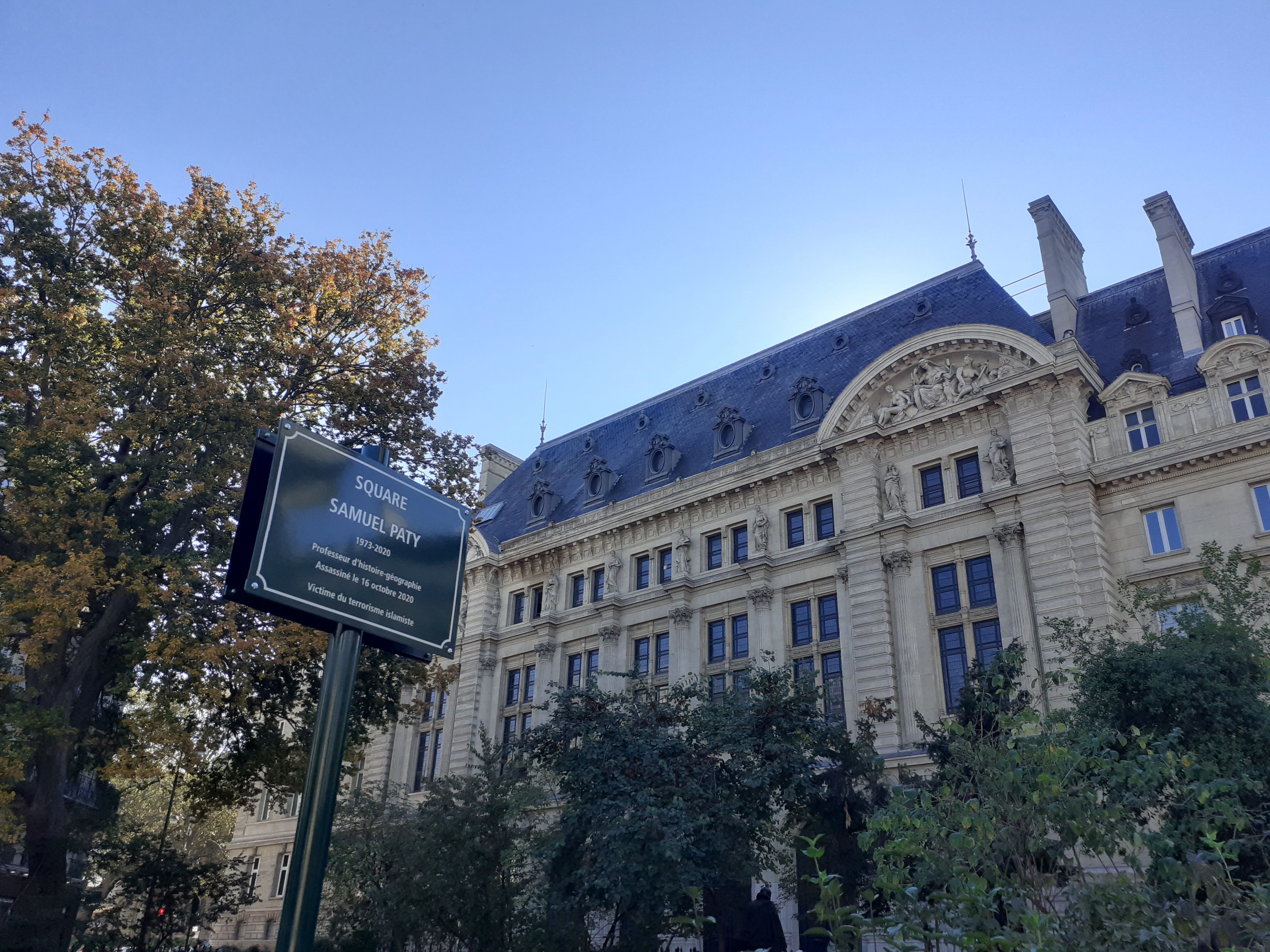
Le square Samuel-Paty. En arrière-plan, la Sorbonne, entrée rue des Écoles.

Le site tirait son nom de la proximité de la place éponyme, laquelle rend hommage à Paul Painlevé (1863-1933), un mathématicien et homme politique français. Jusqu'en 1933, il était dénommé « square de la Sorbonne ».
Le 27 septembre 2021, le conseil du 5e arrondissement de Paris valide par un vote le projet de renommer le site « square Samuel-Paty », en hommage au professeur d'histoire-géographie assassiné un an plus tôt le 16 octobre 2020 lors de l'attaque terroriste de Conflans-Sainte-Honorine. Approuvée à l'unanimité par le Conseil de Paris lors de la séance du 12 octobre 2021, la proposition est ainsi définitivement adoptée et le square dès lors renommé.
Il est inauguré le 16 octobre 2021, un an après l'assassinat.
En décembre 2021, la plaque du square est dégradée : le mot « islamiste » de la mention « Victime du terrorisme islamiste » est effacé à la bombe de peinture blanche.
En novembre 2024, pendant le procès de l'assassinat de Samuel Paty, une autre plaque du square est dégradée : le nom « Samuel Paty » figurant sur cette dernière est déchiré.

## Histoire
Le square d'une superficie de 758 m2 a été dessiné par l'architecte Jean-Camille Formigé en 1900, puis réaménagé dans une inspiration médiévale par les paysagistes Éric Ossart et Arnaud Maurières en 2000.

## Dégagement du site du musée de Cluny
À l'origine, ce terrain fut occupé par un immeuble appartenant à un certain Delalain, qui y tenait une librairie. Au décès du propriétaire, les héritiers rasèrent l'ancien bâtiment en 1867. Ils projetèrent d'y construire un groupe de maisons de sept étages. 
À l'issue d'une campagne de presse, menée notamment par le journaliste Charles Normand en 1898, l'État se porta acquéreur du terrain mis au prix prohibitif de 103 900 francs demandé par les propriétaires.
La transformation de cet espace est née de la volonté d'assainir le quartier et d'offrir une meilleure vue en perspective de l'hôtel de Cluny, trop longtemps obstrué par des constructions parasites.
En 1900, au niveau de l'ex-no 11 de la rue de Cluny, des vestiges du cloître de l'hospice des Mathurins sont découverts.

## Statues et monuments
Bien que relativement petit, ce square possède plusieurs monuments publics, dont certains ont disparu.
- Montaigne, œuvre du sculpteur Paul Landowski (1896-1961), offerte en 1934 à la ville de Paris par le docteur Armengaud. Elle est accessible non par l'intérieur du square mais le long de la rue des Écoles. Cette statue en marbre représentant le philosophe assis a été remplacée en 1989, à la suite de dégradations dues aux vandalismes, par une copie en bronze[9]. Sur le socle de la statue est écrit : « Paris a mon cœur dès mon enfance. Je ne suis français que par cette grande cité. Grande surtout et incomparable en variété. La gloire de la France est l’un des plus nobles ornements du monde. »
- La Louve capitoline, allaitant Romulus et Rémus, est une reproduction en bronze de l'œuvre conservée au musée du Capitole. Elle a été offerte par la ville de Rome à la ville de Paris lors de leur jumelage en 1962.
- Monument à Puvis de Chavannes (1924), sculpture de Jules Desbois (1851-1935)[10].
- Monument à Octave Gréard (1909), fontaine du sculpteur Jules Chaplain (1839-1909) et de l'architecte Henri-Paul Nénot[11].
- Les Gladiateurs, groupe en marbre par Tony Noël, déplacée en 1909 et brisée par accident, remisée au dépôt de la Ville de Paris[12],[13],[14].
- Allégorie de Fleuve, bronze, œuvre non localisée[15].

### Rituel autour de la statue de Montaigne
Dès son inauguration en 1934, la statue du philosophe Montaigne, réalisée par Paul Landowski, fait l'objet de plusieurs dégradations,. 
Les étudiants de la Sorbonne avaient en effet pris l’habitude de toucher la chaussure droite du philosophe car, selon une croyance répandue parmi les étudiants, ce geste augmenterait les chances de réussir aux examens. La statue originale fut déplacée en 1989 au Dépôt des œuvres d’art d’Ivry et remplacée par une nouvelle statue en bronze, ce qui n'empêche pas les étudiants de continuer à pratiquer ce rituel encore aujourd'hui,.

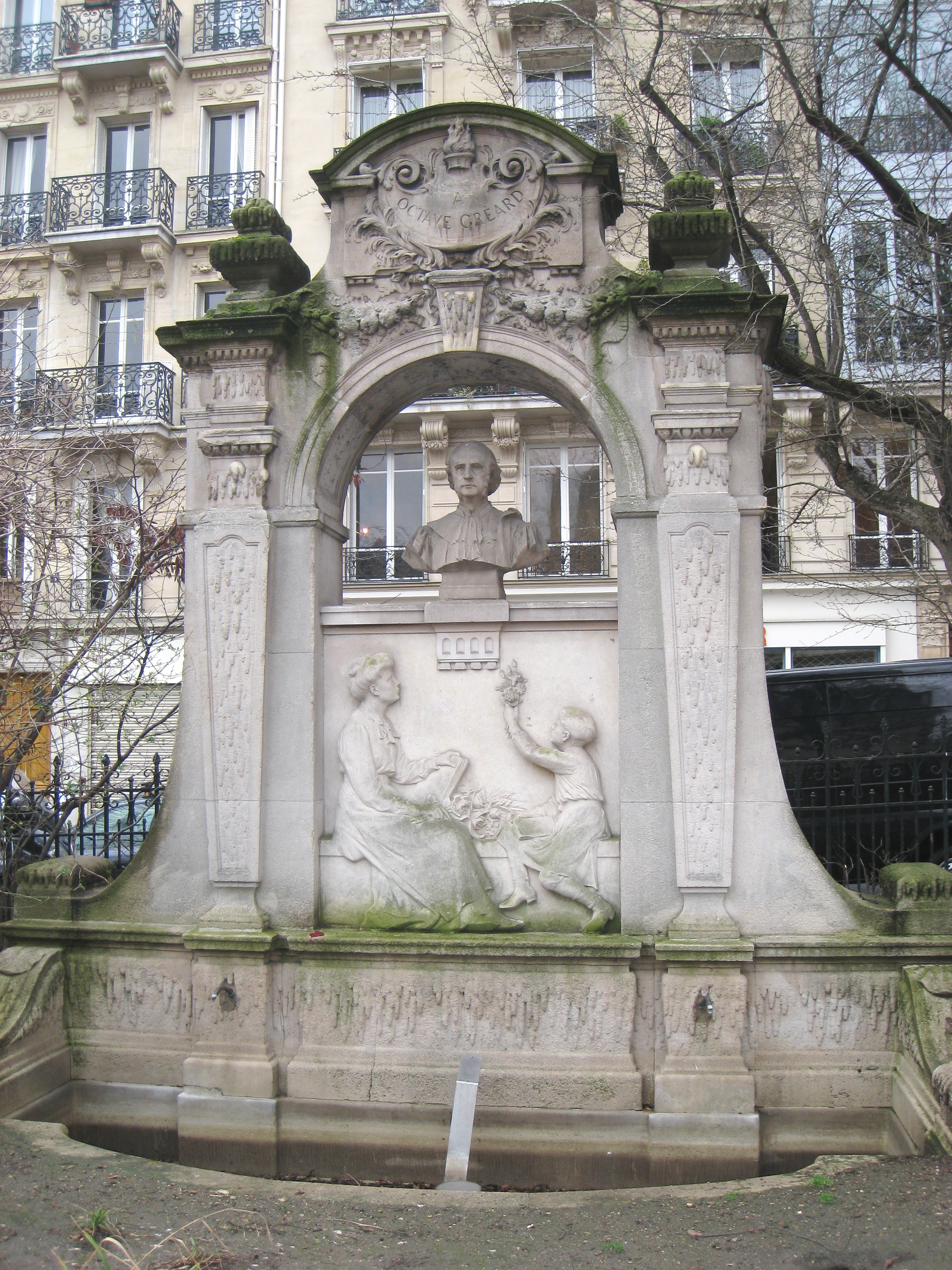
Monument à Octave Gréard, par Jules Chaplain (1909).
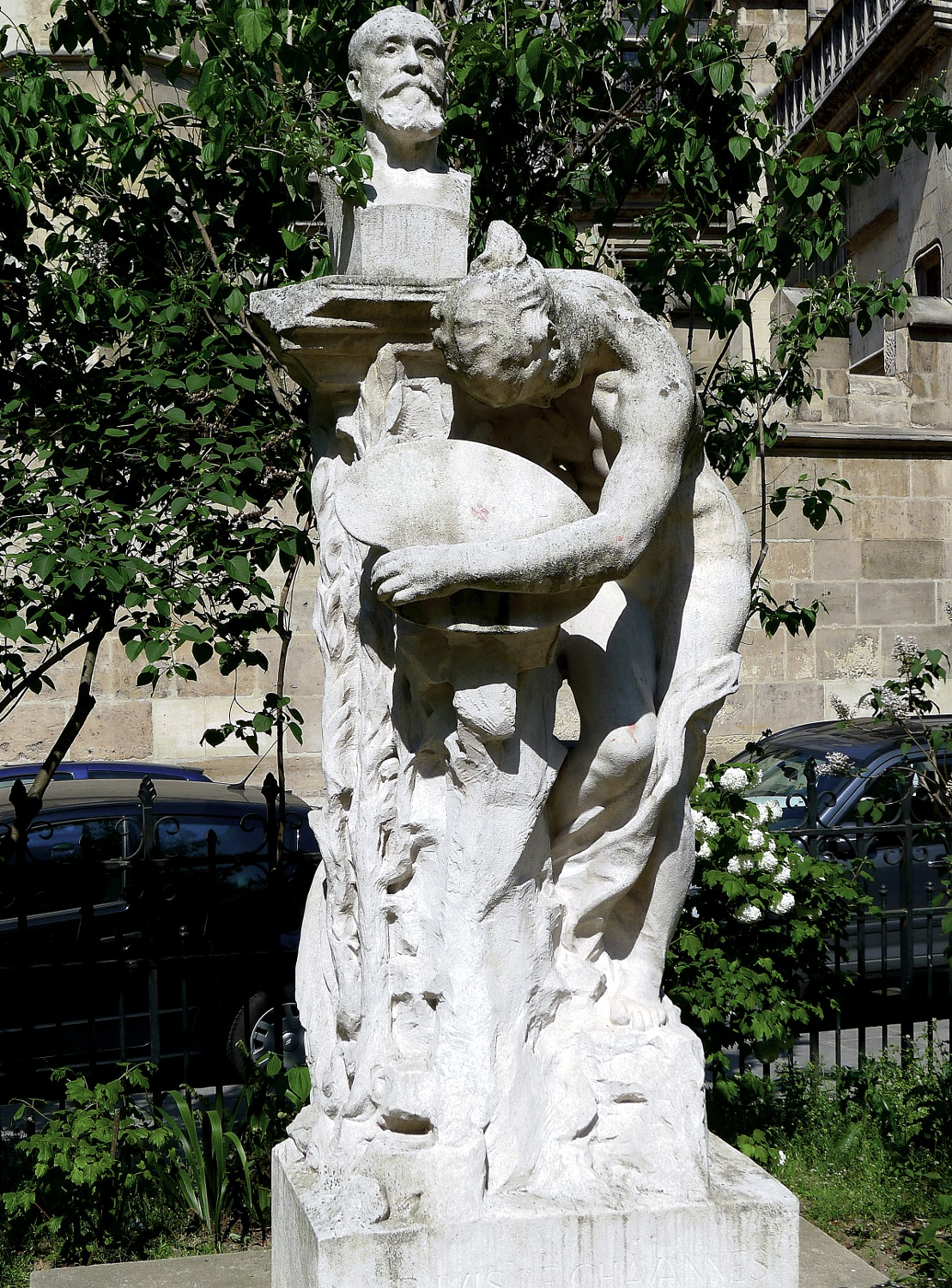
Monument à Puvis de Chavannes, par Jules Desbois (1924).
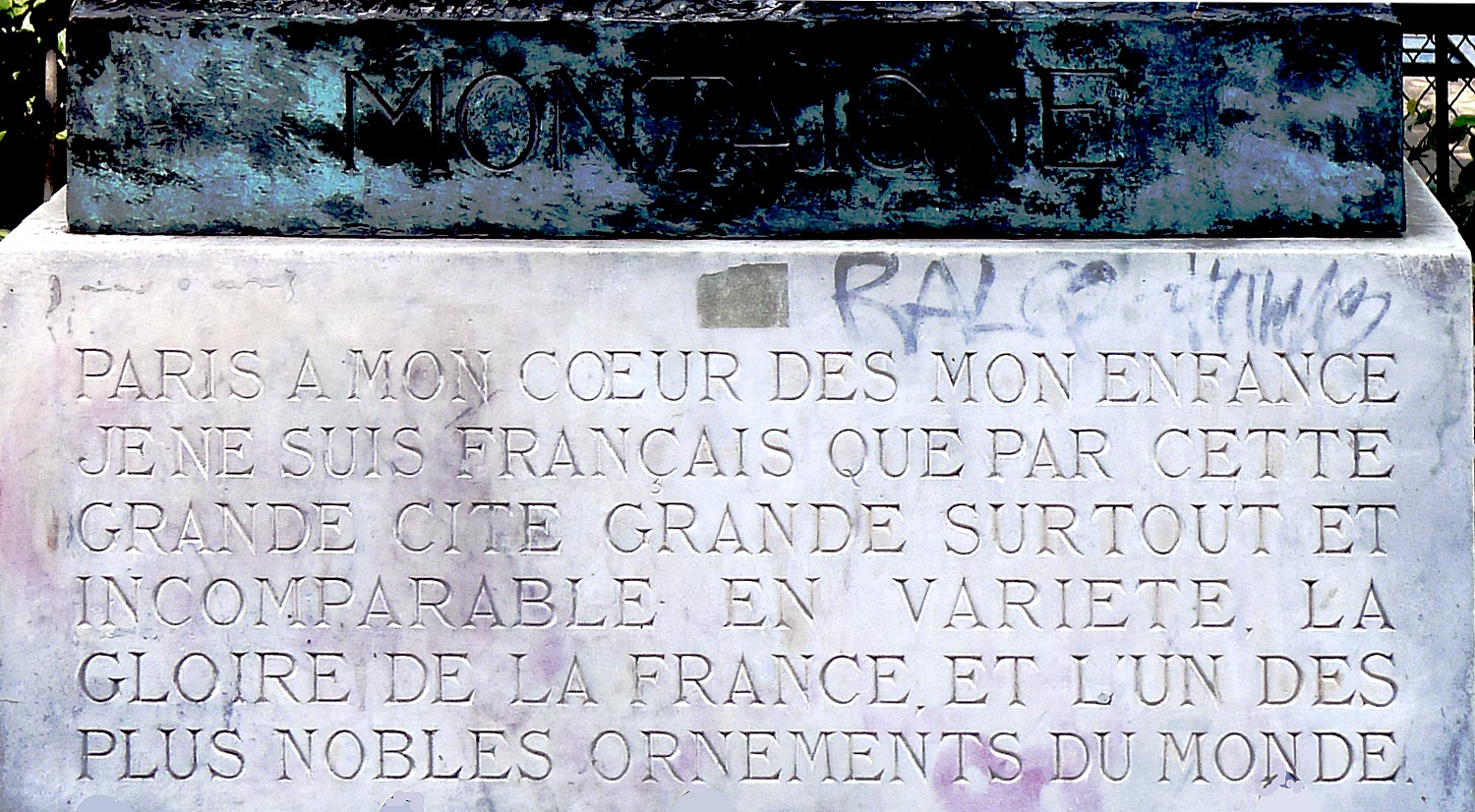
Inscription sur le socle de la statue de Montaigne.
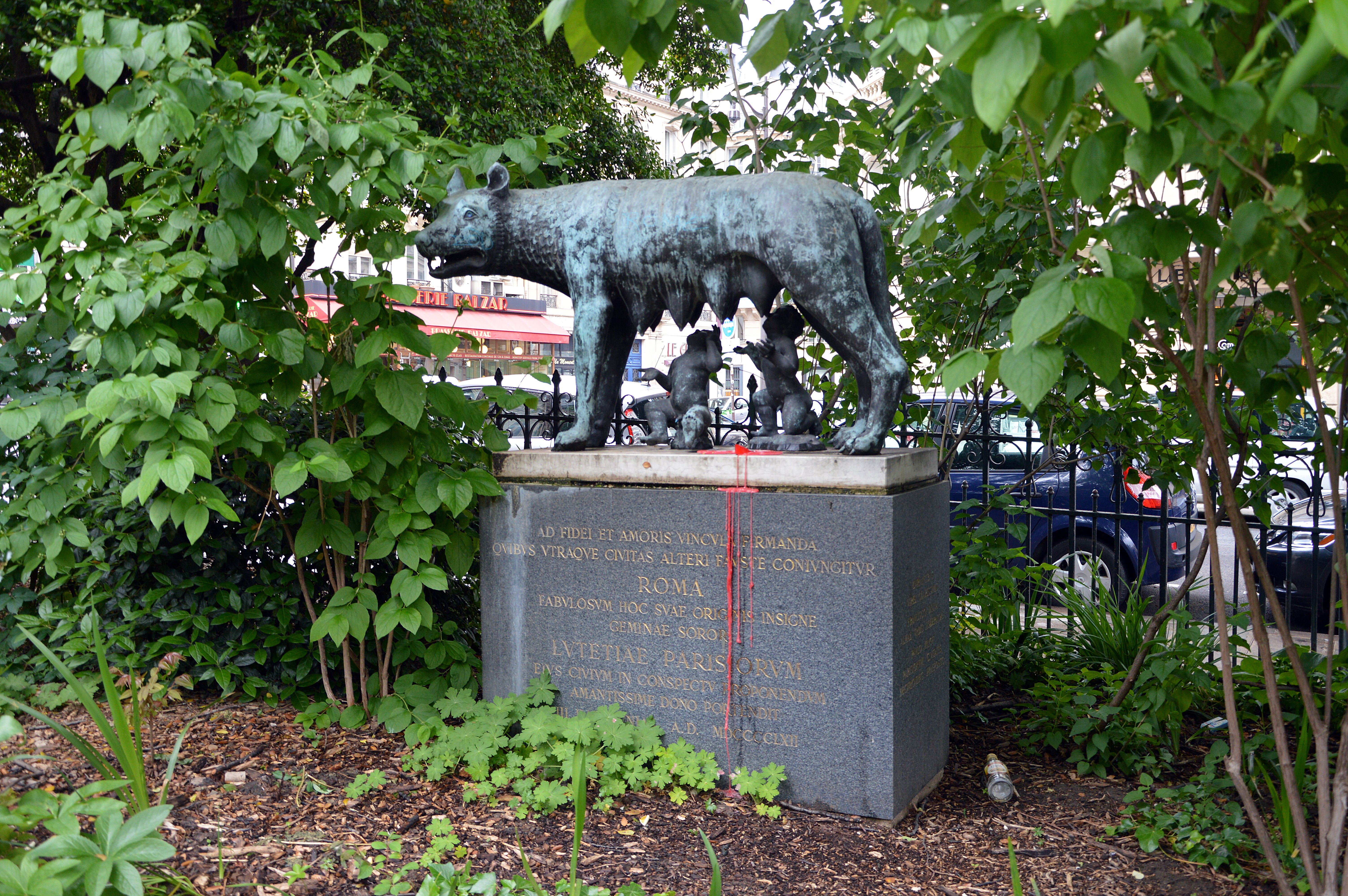
La Louve capitoline, reproduction en bronze de 1962.

## Galerie

Square Samuel Paty
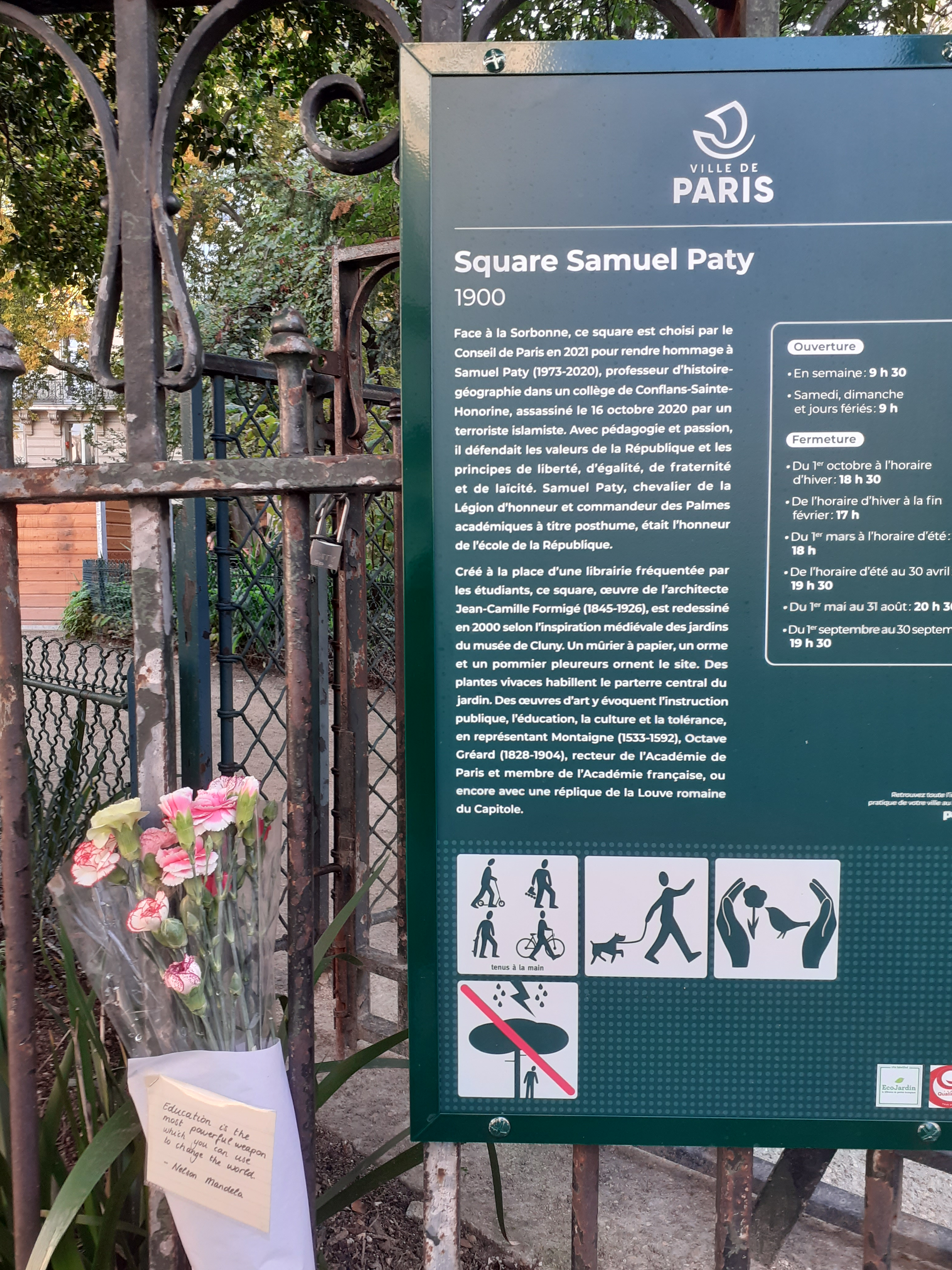
Entrée du square depuis la rue des Écoles.
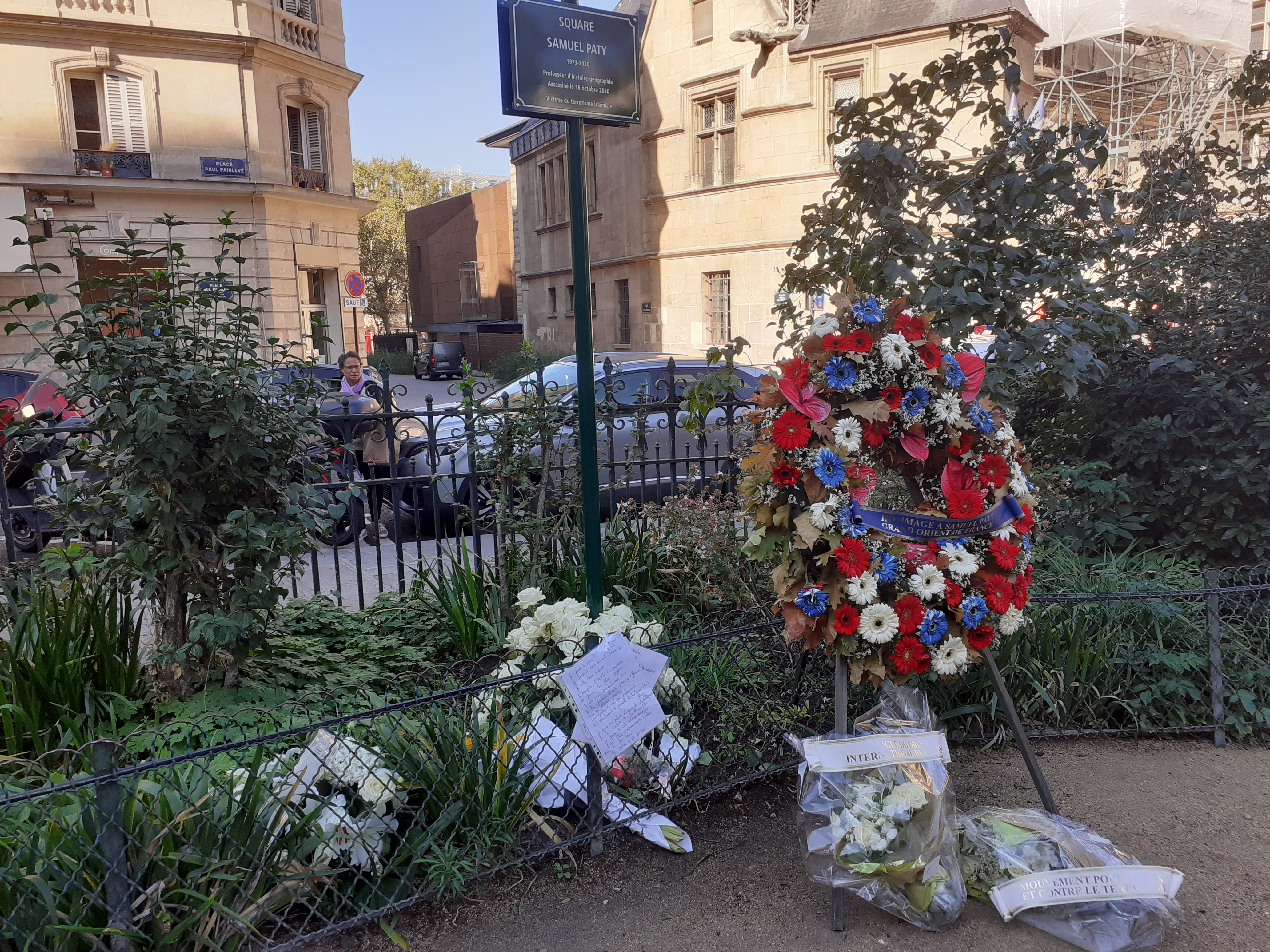
En arrière-plan, la rue Du Sommerard, qui donne accès au boulevard Saint-Michel dont on aperçoit les arbres au fond de la photographie.
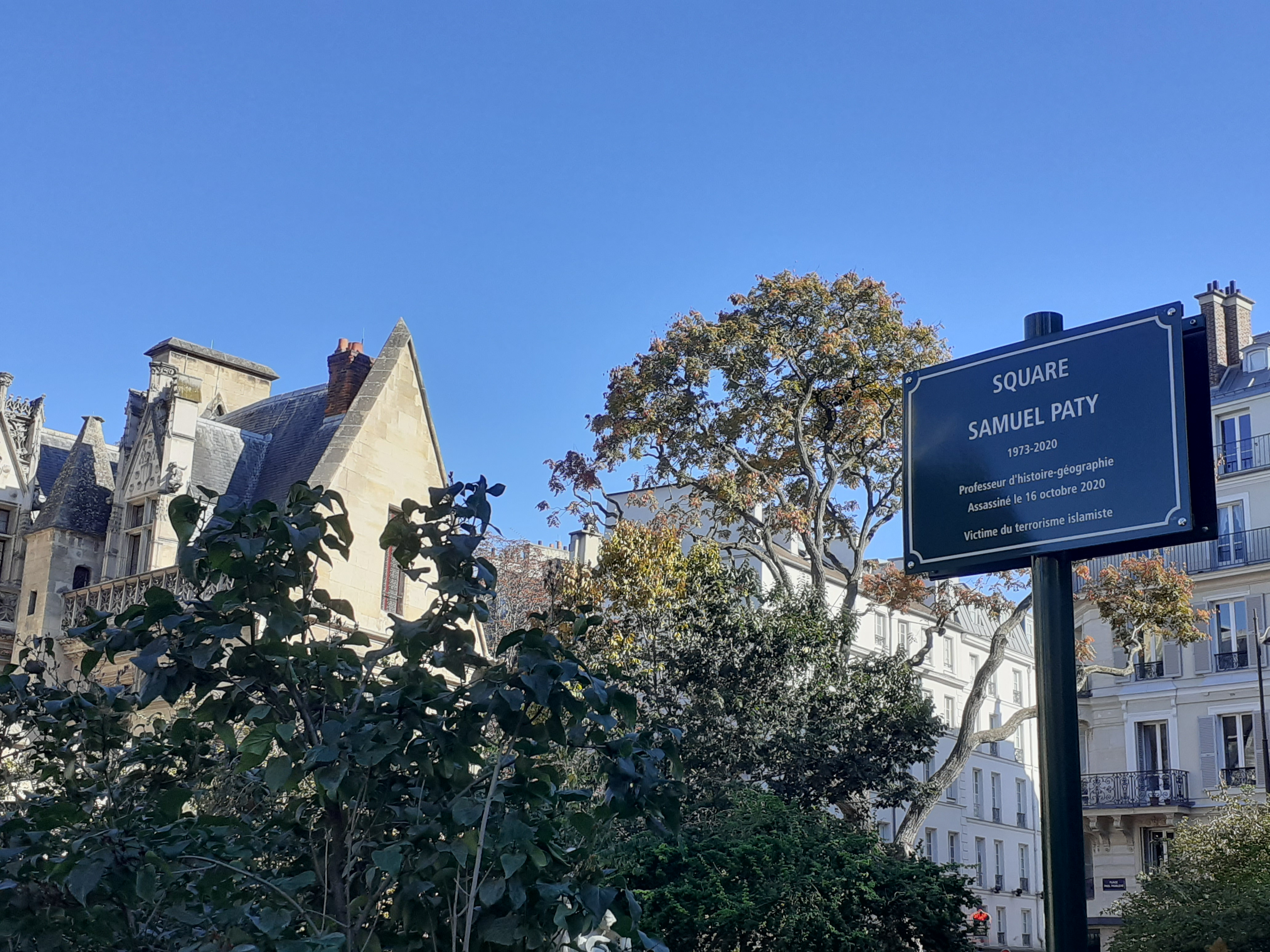
Plaque du square. En arrière-plan, le musée de Cluny.